# Nyári füzértekercs
A nyári füzértekercs (Spiranthes aestivalis) a kosborfélék családjába tartozó, Magyarországról feltehetően kipusztult növényfaj.

## Megjelenése
A nyári füzértekercs 15-35 cm magas, lágyszárú, évelő növény. A földben található 2-6 hosszúkás, répaszerű gumója. Levelei tőlevélrózsát alkotnak. A 3-5 felálló tőlevél szálas-lándzsás alakú, hosszuk 5-14 cm, szélességük 0,4-1,2 cm. A szár világoszöld, rajta további 2-3 apró, csökevényes szárlevél nő.     
Júliusban nyílik. Virágzata 3-10 cm-es viszonylag laza füzér, amelyen a 6-28 virág egy-három, spirálisan tekeredő sorban helyezkedik el. A virágzati tengelyt apró mirigyszőrök borítják ritkásan. A virágok fehérek, külső lepellevelei (szirmai) alig állnak el egymástól, majdnem párhuzamosak. A mézajak (labellum) hullámos-csipkés szélű, 6-8 mm hosszú.      
Termése 8-9 mm hosszú és 3,5-4 mm széles toktermés. 

## Elterjedése
Nyugat-, Dél- és Közép-Európában honos. Elterjedésének északi határa korábban Dél-Anglián, Észak-Franciaországon, Belgiumon, Hollandián, Dél-Németországon, Ausztrián, Szlovákián át húzódott; míg a déli a Portugália-Spanyolország-Északnyugat-Afrika-Olaszország-Szlovénia vonalon. Magyarország területének keleti peremén fekszik, két helyen találták meg Győr és Nagykanizsa közelében, de mára eltűnt.   

## Életmódja
Tőzeglápokon, forráslápokon, homokdűnék közti nedves lapályokon, felhagyott homok- és agyagbányákban található meg. A nedves, homokos talajt részesíti előnyben, a kémhatást illetően savanyú és meszes talajokon is előfordulhat. 
Hajtásai május-júniusban jelennek meg. Július elejétől-közepétől virágzik 2-4 héten át (középnapja július 17.). Megporzásáról méhek, poszméhek gondoskodnak, a megtermékenyülési arány 42-70%. Termése szeptember közepére érik be. Ausztriából leírták az őszi füzértekerccsel alkotott hibridjét.

## Természetvédelmi helyzete
Az egyik leginkább veszélyeztetett európai orchidea. Élőhelyigénye speciális és környezetének változásaira érzékenyen reagál. Angliából, Belgiumból, Hollandiából, Magyarországról kipusztult. Észak-Franciaországban 18 állománya maradt, Németországban korábbi előfordulásainak 80%-áról eltűnt. Magyarországon 1982-ben nyilvánították védettnek, természetvédelmi értéke 10 000 Ft.     

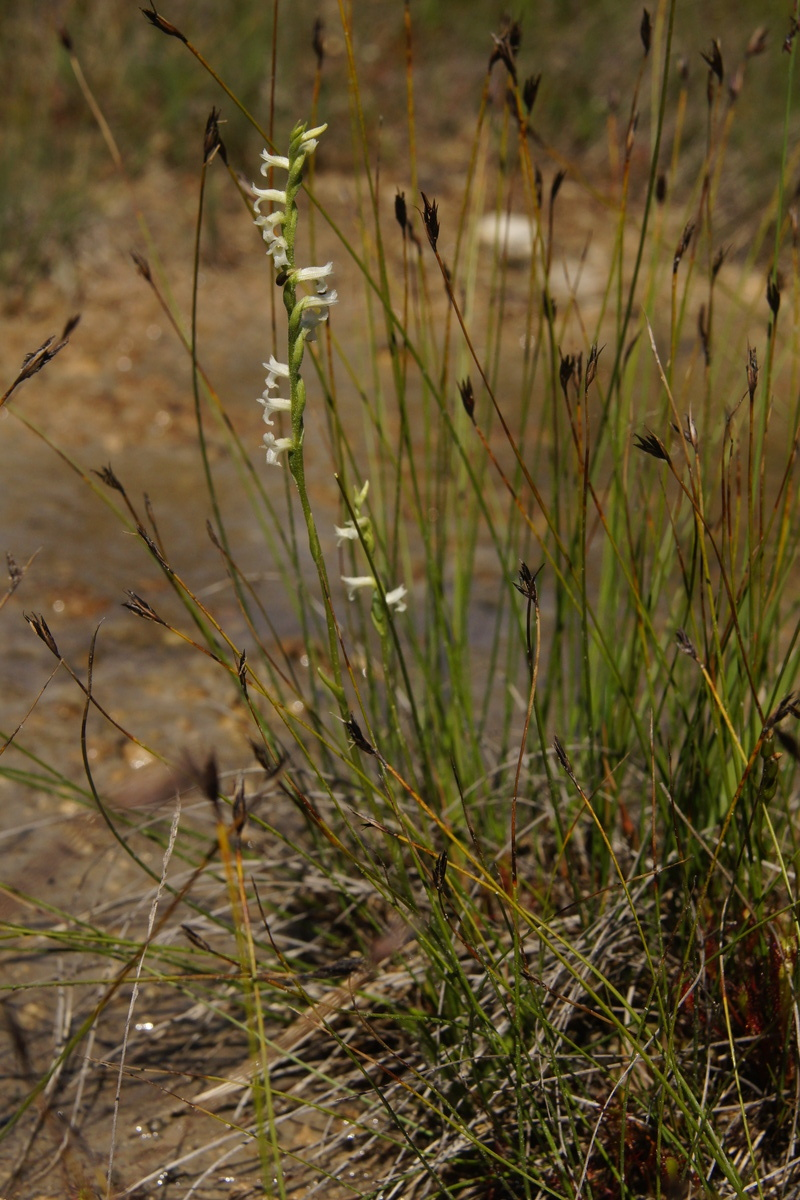
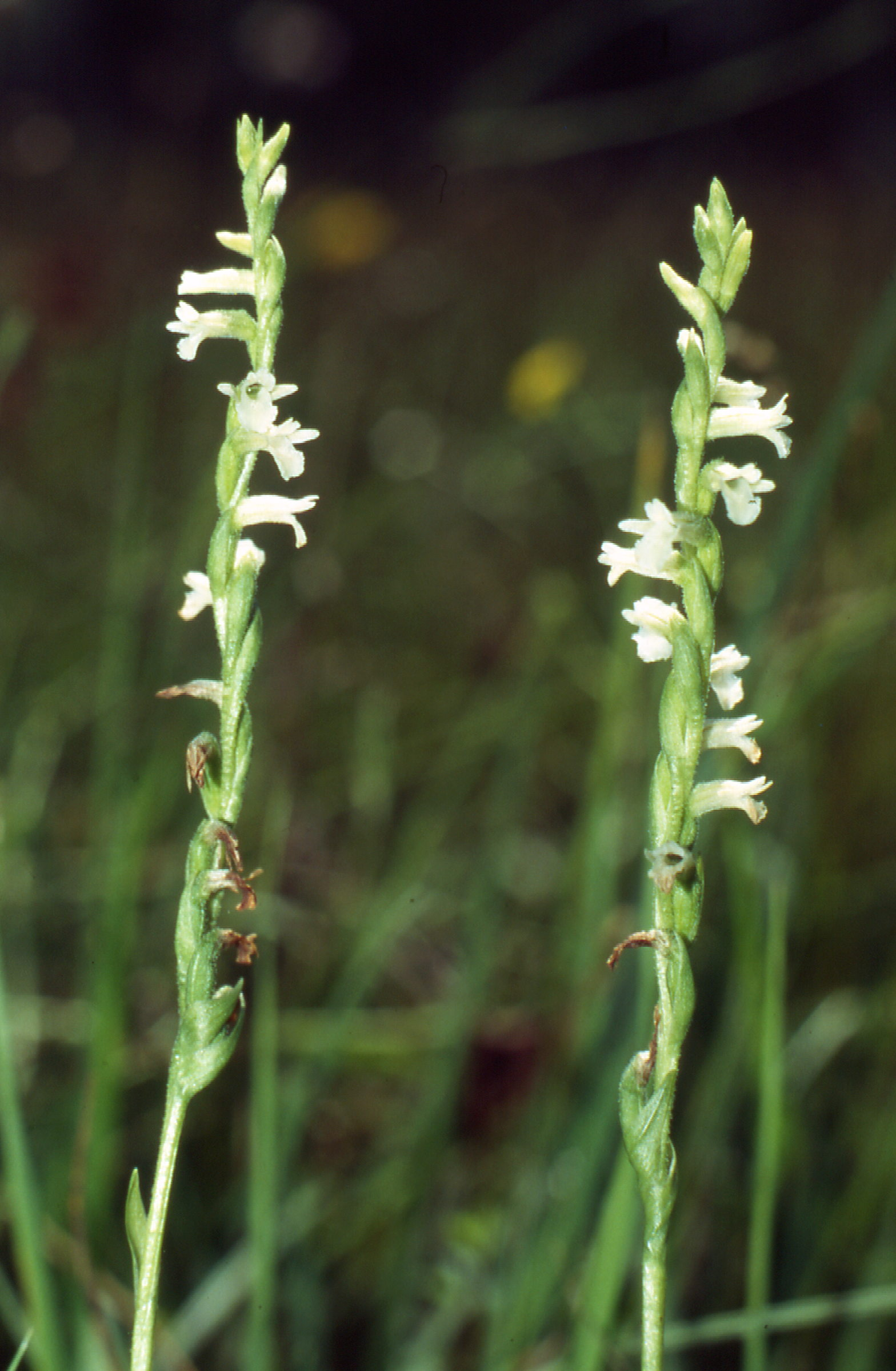
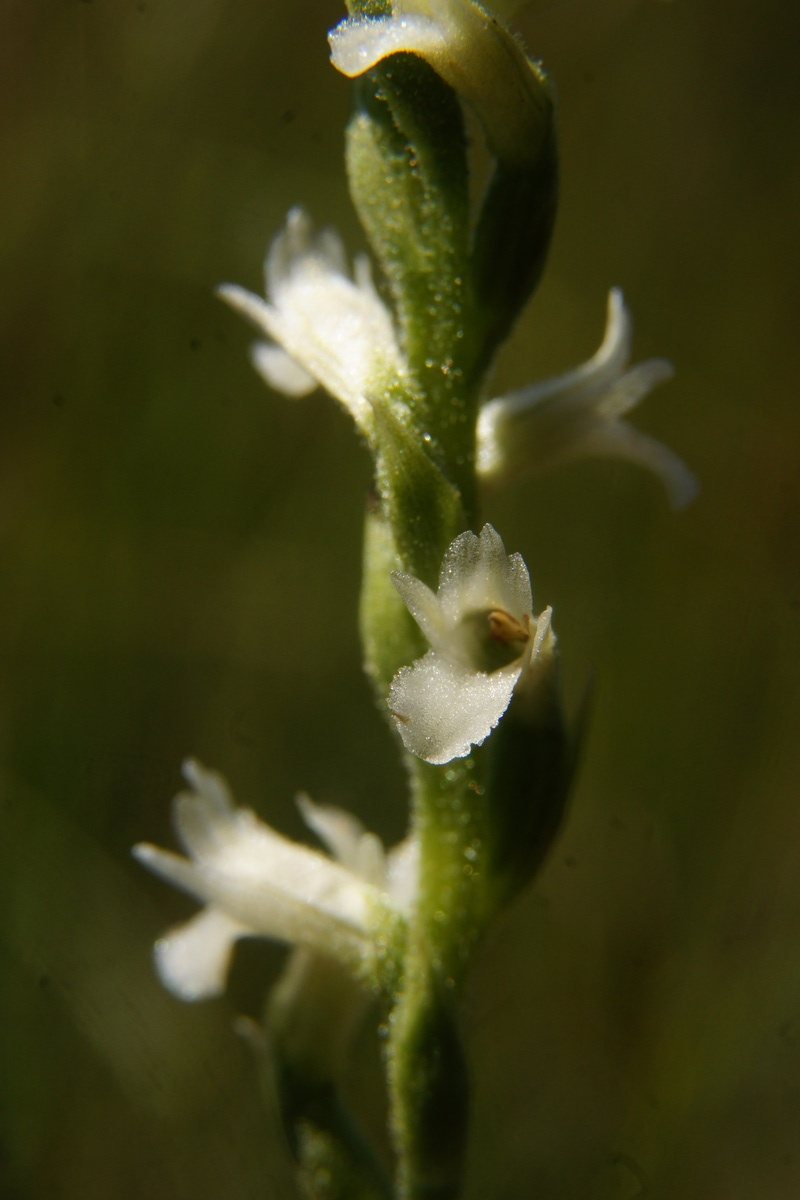
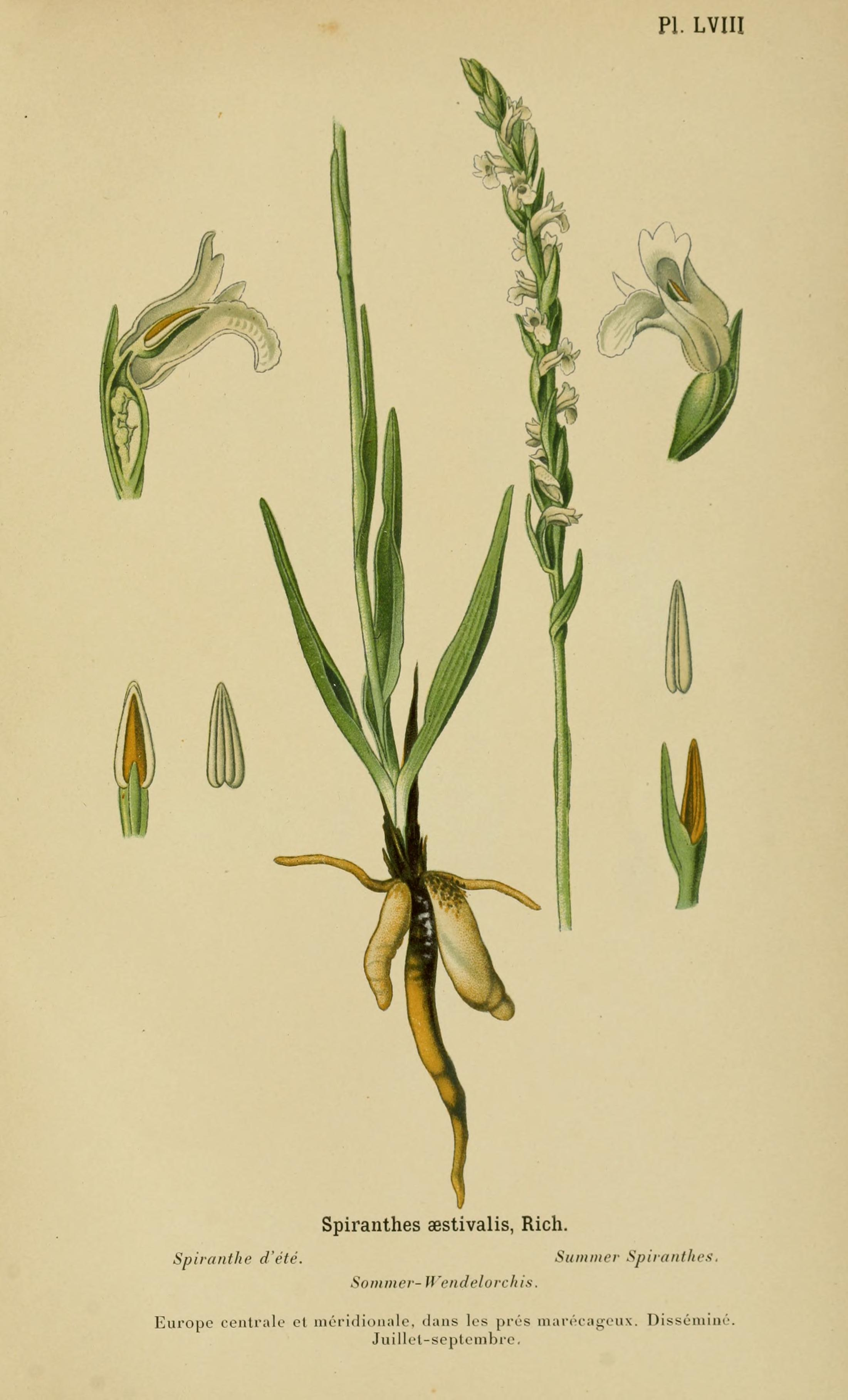